# Santuario de la Virgen de la Luz (Tarifa)
En el siglo XIV aparece el santuario de  Nuestra Señora de la Luz, patrona de Tarifa.

## Historia y descripción
Según la leyenda fue mandado construir por Alfonso XI para conmemorar la victoria en la batalla del Salado. Su estructura es de planta de cruz latina formada por tres naves y una capilla mayor. Su forma actual, fruto de numerosas modificaciones, incluye una capilla, un patio anexo y dependencias para la Hermandad y los caseros. En la iglesia se aloja la imagen de la Virgen, de finales del siglo XVI o principios del XVII.
El santuario o ermita se encuentra situada a 8 kilómetros de Tarifa. Su fiesta se celebra en septiembre con una popular romería y una procesión en la que la Virgen es llevada desde el Santuario hasta la ciudad, acompañada por cientos de jinetes a caballo.
El último sábado de septiembre, es tradición pasar por debajo del manto de la Virgen.